# Hostok
Hostok är en ort i Mexiko.   Den ligger i kommunen Zongolica och delstaten Veracruz, i den sydöstra delen av landet, 250 km öster om huvudstaden Mexico City. Hostok ligger 255 meter över havet och antalet invånare är 109.
Terrängen runt Hostok är kuperad åt nordost, men åt sydväst är den bergig. Hostok ligger nere i en dal. Runt Hostok är det ganska tätbefolkat, med 222 invånare per kvadratkilometer. Närmaste större samhälle är Cuichapa, 18,1 km norr om Hostok. I omgivningarna runt Hostok växer i huvudsak städsegrön lövskog.